# Synecdoche, New York
Synecdoche, New York is een Amerikaanse postmoderne dramafilm uit 2008 van Charlie Kaufman, wiens regiedebuut dit was, met in de hoofdrollen onder meer Philip Seymour Hoffman en Catherine Keener.

## Verhaal
Aan het begin van de film heeft theaterregisseur Caden Cotard (Philip Seymour Hoffman) het niet gemakkelijk: hij heeft gezondheidsproblemen en zijn relatie met zijn vrouw Adele (Catherine Keener) verslechtert. Uiteindelijk vertrekt zij naar Berlijn, met medeneming van hun dochter Olive. Onverwacht krijgt hij echter een MacArthur Fellowship, waarmee hij zijn magnum opus besluit te realiseren. In een enorm pakhuis in New York verzamelt hij een grote groep acteurs, die daar door hem bedachte, nogal banale levens dienen na te spelen.
Jaren gaan voorbij, waarin het pakhuis steeds meer geïsoleerd raakt van de buitenwereld en waarin Cadens gezondheid verder verslechtert. Ook heeft hij moeite met het feit dat Adele in Berlijn een zeer succesvolle schilderes is geworden.

## Rolverdeling
| Acteur                 | Personage                           | Opmerkingen                                |
| ---------------------- | ----------------------------------- | ------------------------------------------ |
| Philip Seymour Hoffman | Caden Cotard                        | theaterregisseur                           |
| Catherine Keener       | Adele Lack                          | Cadens vrouw                               |
| Samantha Morton        | Hazel                               | kaartjesverkoper                           |
| Hope Davis             | Madeleine Gravis                    |                                            |
| Michelle Williams      | Claire Keen                         | actrice, later ook Cadens vrouw            |
| Robin Weigert          | Olive Cotard                        | dochter van Caden en Adele, als volwassene |
| Sadie Goldstein        | Olive Cotard                        | dochter van Caden en Adele, als vierjarige |
| Jennifer Jason Leigh   | Maria                               | vriendin van Adele                         |
| Dianne Wiest           | Millicent Weems                     | actrice                                    |
| Tom Noonan             | Sammy Barnathan                     | acteur                                     |
| Deirdre O'Connell      | Ellens moeder                       |                                            |
| Josh Pais              | oogarts                             |                                            |
| John Rothman           | tandarts                            |                                            |
| Dan Ziskie             | arts                                |                                            |
| Emily Watson           | Tammy                               |                                            |
| Rosemary Murphy        | Frances                             |                                            |
| Joe Lisi               | Maurice                             |                                            |
| Michael Higgins        | acteur die man met bloedneus speelt |                                            |
| Jerry Adler            | Cadens vader                        |                                            |
| Lynn Cohen             | Cadens moeder                       |                                            |

## Thematiek en motieven
De titel verwijst naar de stijlfiguur synecdoche, maar ook naar de plaats Schenectady (New York), waar de film ook gedeeltelijk is opgenomen.
De achternaam van Hoffmans personage is een verwijzing naar het syndroom van Cotard, waarbij iemand de waan heeft dat hij dood is, niet bestaat of dat zijn organen of bloed ontbreken.
Een belangrijke tegenstelling in de film is dat Caden en Adele beiden kunstenaars zijn, maar op een steeds meer verschillende schaal: Cadens pakhuis bevat op een gegeven moment een complete replica van de stad New York (op ware grootte), terwijl Adele miniaturen schildert, die gaandeweg de film steeds kleiner worden.
Daarnaast bevat de film verwijzingen naar het werk van Carl Jung en bezit Hazel exemplaren van Prousts De kant van Swann en Kafka's Het proces, die beide motieven delen met deze film.